# ファイヤーフォックス (映画)
『ファイヤーフォックス』（Firefox）は、クレイグ・トーマスの小説および、それを元に1982年に製作されたアメリカ合衆国の映画。作中に同名の戦闘機が登場する。クレイグ・トーマスは、1976年のベレンコ中尉亡命事件にヒントを得て、この小説を一気に書き上げた。映画の製作に当たっては、アメリカ空軍・アメリカ海軍も協力しており、東西冷戦時代という背景の濃い作品のひとつである。
なお、小説の邦題は『ファイアフォックス』である（広瀬順弘訳 早川書房 ISBN 4150404283）。

## ストーリー
ソビエト連邦が、それまでの戦闘機を凌駕する高性能な新型戦闘機「MiG-31 ファイヤーフォックス」を開発したとの情報がNATOにもたらされる。これに衝撃を受け、軍事バランスが崩れることを恐れたNATO各国は対抗すべく戦闘機の開発を検討するが、間に合いそうもない。そのため、その技術を機体もろとも盗み出すことを決定し、ロシア語をネイティブで話し、考えることができる元米空軍パイロット、ミッチェル・ガントに白羽の矢を立てたのであった。ベトナム戦争で心に傷を負ったガントは隠遁生活を送っていたが、世界最高の戦闘機を奪取するという要請を繰り返し受けるうち、遂に計画へ加わることを決める。
ガントは、商用を隠れ蓑にヘロインを密輸しているアメリカ人ビジネスマンに変装してモスクワに入り、治安当局の監視・尾行を受けつつ、協力者のウペンスコイと接触する。ウペンスコイはガントが成りすましていた本物の密売人を殺害してKGBを撹乱する。彼等は最寄りの駅で地下鉄に乗るが、下車駅では駅利用者に対する検問が始まっていた。ガントはいったんトイレに身を隠すが、緊張の中でフラッシュバックに襲われ、職務質問をかけてきたKGB職員を早まって殺害してしまい、二人は騒ぎが起きる前に駅を脱出する。ガントはウペンスコイの相棒に成りすましてMiG-31の開発者バラノヴィッチ博士がいる基地に向かうが、既にウペンスコイの相棒本人はコンタルスキー大佐の部下に逮捕されており、大佐はガントの正体を探るべく二人を尾行するよう部下に命令する。ウペンスコイは途中でガントを車から降ろしてKGBの目を引き付け、ガントはバラノヴィッチと接触して基地に潜入する。バラノヴィッチ夫妻からは明日MiG-31の飛行訓練が実施されることを聞かされ、彼らがMiG-31の二号機を爆破する間に一号機を奪取すること、またミグを思考制御で操縦する際にはロシア語で考えることなどを助言される。
ガントはソ連空軍将校に扮してハンガーへ潜入し、MiG-31パイロットのヴォスコフ中佐を昏倒させて、彼のパイロット・スーツを身に着けて奪取の準備を進めるが、またもフラッシュバックに直面する。ガントの正体がアメリカのパイロットで、その目的がMiG-31の情報収集ないし強奪だと気付いたコンタルスキーは基地内の捜索を開始する。しかし、直前になって書記長が飛行訓練の視察に来ることが判明して、基地内は対応に追われる。バラノヴィッチは予定通りに二号機を爆破しようとするが、事前にKGBに悟られて爆破は不充分なものにとどまって1時間足らずで復旧できる程度にしかならず、直後に夫妻と部下の技術者は射殺される。その混乱の中、ガントは一号機に乗り込んで、コンタルスキーや書記長の目前で離陸に成功する。追っ手から逃れていたウペンスコイは飛び去るMiG-31を見届けると、拳銃で自決を遂げる。
MiG-31を奪われた書記長は空軍のウラジミロフ将軍に追跡を命じ、復旧した二号機に乗り込んだヴォスコフが出撃する。ガントは手筈通りに飛行経路を偽装して追跡の目をくらまして北極海に向かい、公海上の氷原を滑走路代わりに着陸し、そこへ合流した味方の原子力潜水艦から給油を受ける。一方、ウラジミロフはガントの作戦に翻弄される書記長を説得して、ヴォスコフはガントを追い北部に向かう。給油を終えたガントはソ連国外への脱出を図るが、ヴォスコフが追い付きドッグファイトを展開する。激しい空中戦の最中ガントの乗った一号機の火器管制装置（FCS)が動作しなくなるが、バラノヴィッチの操縦する際にはロシア語で考えること、という助言を思い出し、このためガント機のFCSが復旧し、ヴォスコフの二号機を撃墜することに成功し、無事に国外へと脱出する。

## キャスト
| 役名                           | 俳優                     | 日本語吹替                                                                                                 | 日本語吹替                         |
| 役名                           | 俳優                     | テレビ朝日版                                                                                               | TBS版                              |
| ------------------------------ | ------------------------ | --- | ---------------------------------- |
| ミッチェル・ガント             | クリント・イーストウッド | 山田康雄                                                                                                   | 山田康雄                           |
| ケネス・オーブリー             | フレディ・ジョーンズ     | 富田耕生                                                                                                   | 宮川洋一                           |
| バックホルツ                   | デイヴィッド・ハフマン   | 大滝進矢                                                                                                   | 荒川太郎                           |
| パヴェル・ウペンスコイ         | ウォーレン・クラーク     | 内海賢二                                                                                                   | 麦人                               |
| セメロフスキー                 | ロナルド・レイシー       | | 小関一                             |
| コンタルスキー大佐             | ケネス・コリー           | 家弓家正                                                                                                   | 城山堅                             |
| ウラジミロフ将軍               | クラウス・ロウシュ       | 加藤精三                                                                                                   | 田中信夫                           |
| ピョートル・バラノヴィッチ博士 | ナイジェル・ホーソーン   | | 徳丸完                             |
| 書記長                         | ステファン・シュナーベル | 島宇志夫                                                                                                   | 藤本譲                             |
| ユーリ・アンドロポフKGB議長    | ヴォルフ・カーラー       | |                                    |
| ブラウン将軍                   | トーマス・ヒル           | 飯塚昭三                                                                                                   | 今西正男                           |
| ラニエフ少佐                   | クライヴ・メリソン       | |                                    |
| ヴォスコフ中佐                 | カイ・ウルフ             | | 高宮俊介                           |
| ナタリア・バラノヴィッチ博士   | ディミトラ・アーリス     | | 火野カチコ                         |
| ウォルターズ                   | オースティン・ウィリス   | |                                    |
| シーアバッカー艦長             | マイケル・カリー         | | 小島敏彦                           |
| フライシャー海軍少佐           | ジェームス・ステイリー   | | 伊井篤史                           |
| ロジャース将軍                 | ウォード・コステロ       | | 塚田正昭                           |
| クトゥゾフ空軍元帥             | アラン・ティルヴァーン   | | 今西正男                           |
| 役不明又はその他               |                          | 村松康雄 仲木隆司 藤本譲 矢野陽子 田口昂 広瀬正志 徳丸完 島香裕 伊井篤史 嶋俊介 山田礼子 稲葉実 田原アルノ | 幹本雄之 星野充昭 牛山茂           |
|                                |                          | |                                    |
| 演出                           |                          | 水本完 | 蕨南勝之                           |
| 翻訳                           |                          | 宇津木道子                                                                                                 | 木原たけし                         |
| 調整                           |                          | 山田太平                                                                                                   | 小野敦志                           |
| 効果                           |                          | 南部満治 大橋勝次                                                                                          | リレーション                       |
| 担当                           |                          | 圓井一夫                                                                                                   |                                    |
| 制作                           |                          | ザック・プロモーション                                                                                     | 東北新社                           |
| 初回放送                       |                          | 1985年4月14日 『日曜洋画劇場』                                                                             | 1990年3月28日 『水曜ロードショー』 |

- 吹き替え版の場合、音楽を変更している。特にラストシーンでは、オリジナルは2号機撃墜後静かな曲が流れ、その後、出演者のテロップと共にメインテーマが流れるが、テレビ放送でエンドロールがカットされる吹き替え版では撃墜・爆発中にメインテーマが途中から流れ始める。他にも護衛艦からのミサイル撃墜と回避のシーンでは、明らかに曲の音量が大きくなっている。また85年のTV放映版では、コンタルスキーが作業中のバラノヴィッチを間近で監視しているシーン、そして1号機と2号機の空戦シーンに映画『ブルーサンダー』の劇伴が流用・追加されていた。

## MiG-31 ファイヤーフォックス
本作の主役メカであるソビエト空軍の架空の新型戦闘機で、実在するMiG-31 フォックスハウンドとは無関係。マッハ6という最高速度をはじめ、東西陣営の軍事バランスを大きく損なうスペックを持つ。試験飛行の情報を事前につかんでいたNATO軍でも探知できなかった完璧なステルス性、パイロットが思考するだけで各種ミサイルや航空機関砲などの火器管制が行える思考誘導装置を有しており、スイッチや操縦桿やボタンを使用するよりも迅速かつ的確に操作できる。この思考誘導装置はロシア語にしか感応しないBMI技術で動作制御するものであるため、「ロシア語で考えろ」という台詞もそれを示したものである。開発はモスクワ東方1,000km付近にあるビリャースク基地にて行われていた。名称からミグ設計局製の機体と思われる。
クリップドデルタ翼を持つ無尾翼機で、長い機首に可変後退機能を持つカナードを有する。推力50,000ポンドのエンジンを2基装備し、高度12万フィートでも戦闘が可能な性能を持つ。機関砲は2基を胴体下部に、ミサイルは胴体内のウェポンベイに装備。また、パイロットは与圧服を着用する。劇中には1号機と2号機が登場し、開発に関与していたパラノヴィッチ博士やセメロフスキー博士の助けを得てミッチェル・ガントが強奪した1号機を、正規パイロットであるヴォスコフ中佐が操縦する2号機が追跡した。
劇中、ファイヤーフォックス1号機がミサイル巡洋艦から発射されたミサイルの撃墜や2号機を撃墜する際に機体後部から発射したものはミサイルではなく、対ミサイル妨害装置のフレアである。しかしながらイーストウッド扮するガント自身は劇中終盤、｢rearward missile｣=｢後部ミサイル｣と呼んでおり、字幕、TV吹替共に｢後部ミサイル｣と訳されている。そのため、｢なぜ1号機と2号機は後方につかれたときにすぐ使わなかったのか｣という矛盾を生んでいる。劇中中盤、バラノヴィッチ博士は機体の装備の説明時、｢rear defence pod」＝｢後部防御装置」と言っており、｢炎の爆発によってミサイルを倒す｣と英語では説明している(日本語字幕ではここもミサイルとしてしまっている)。ガントの「rearward missile」の発言は、執拗に追尾する2号機に対し「後ろ向きに発射出来るミサイルはないのかよ？」とぼやいただけで、日本語字幕の「後部ミサイルを発射しろ」は誤訳である。2号機が撃墜された正しい理由は、ガントが放った1号機のフレアをエアインテークに吸い込んでしまったからである。これは原作、および続編の『ファイアフォックス･ダウン』に詳しい描写がある。

## 製作
『ブロンコ・ビリー』や『ダーティファイター 燃えよ鉄拳』が終わった後、クリント・イーストウッドは妻マギー・ジョンスンとの不仲もあり、『ダーティハリー』の新作となる脚本探しとヨーロッパでのロケ地探しに1年半を費やした。特に、マルパソ・カンパニー・のスタッフだったフリッツ・メインズが紹介した、元フランス軍人の傭兵隊長ボブ・ディナールがイーストウッドに話した1970年代のアフリカ紛争の体験談は彼を大きく魅了し、イーストウッドはマルパソにディナールの伝記のオプション契約を結ばせた。
しかし、同時期にイーストウッドがワシントンの保守派と共同で立ち上げた、ベトナム戦争で行方不明となったアメリカ軍人の帰還プロジェクトが、傭兵の死亡で批判にさらされた。イーストウッドはこのプロジェクトに関してのコメントは一切口にしなかったが、ディナールの伝記はお蔵入りとなった。急遽、1977年にベストセラー小説となった『ファイアフォックス』を復帰作にすることが決まった。

### 撮影

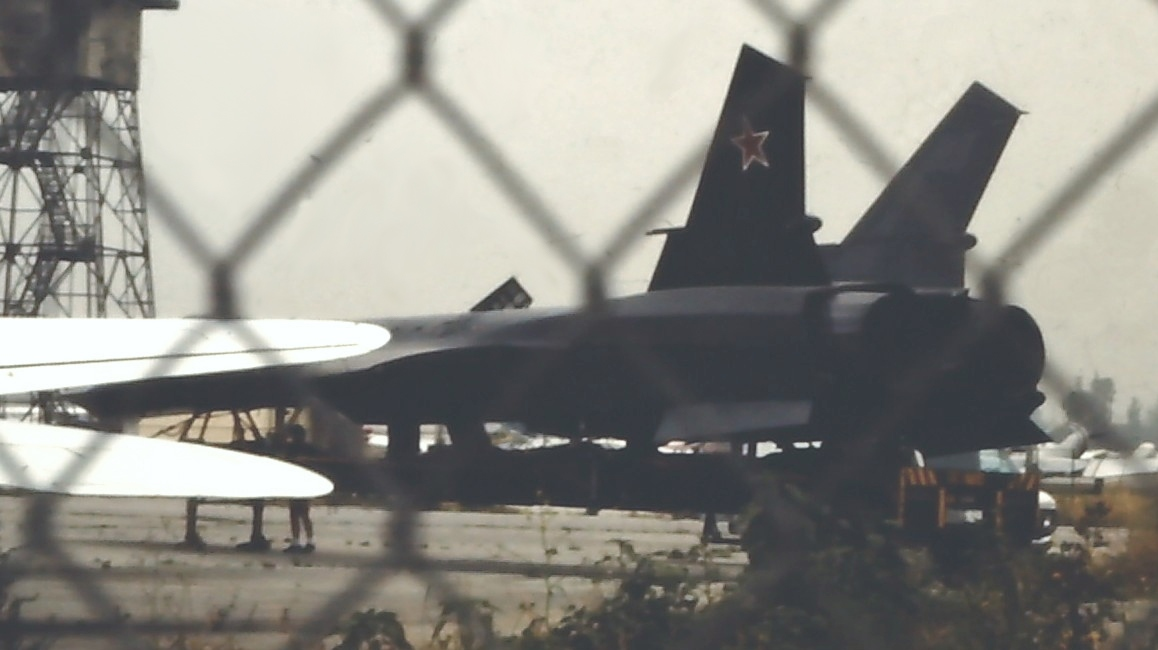
カリフォルニアに「駐機」中のMiG-31「ファイヤーフォックス」実物大セット。

撮影はアメリカ国内のみならず、ロサンゼルスやグリーンランドのチューレ空軍基地、ウィーンで行なわれた。特に物語前半の舞台となるモスクワ市内のシーンは、ウィーン各所やウィーン地下鉄にロシア語表記や赤旗を並べて撮影された。ガント達が地下鉄に乗ったのは同地下鉄4号線のシュタットパルク（市営公園）駅、降りたのは同地下鉄1号線のズュートティローラープラッツ（南チロル広場）駅。後者では駅名（Südtiroler Platz）や停車駅案内がそのまま映っている場面がある。バンに乗ったガント達がモスクワを離れて郊外を走る場面では、背景にウィーンSバーン（都市近郊鉄道線）の4030形電車が走っている。ポズコフに扮したガントが、ロンドンのビッグ・ベンやモスクワの聖ワシリー大聖堂を横切るシーンがあるが、これらはスクリーン・プロセスで撮影された。
作品の主役となるMiG-31「ファイヤーフォックス」は、実機が存在しないため空戦用のミニチュアは勿論、自走可能な実物大セットも製作されている。また、操縦席シーン用の撮影セットも製作されたが、実物大セットとコックピット撮影セットとでは座席の形が違う。Gを受けて与圧服が作動する描写があるが、一方でシートベルトがないなど、厳密にリアルというわけでもない。後半の空中戦シーンは、『スター・ウォーズ』でアカデミー視覚効果賞に輝いたジョン・ダイクストラが率いるアポジー社が手がけた。このシーンは、空撮に戦闘機のミニチュアをブルーバック合成する方法(正確には、本作品のために考案されたリバース・ブルースクリーンと呼ばれる手法。背景から抜きたい対象、この場合は戦闘機のミニチュアに蛍光塗料を塗り、紫外線を照射し発光させてマット画像を作成する。これは対象の表面が金属のような反射物の場合、背景のブルーバックを反射してしまいマット画像に穴が開いてしまうのを防ぐためである)で撮影されたが、「あまり特殊効果が好きではない」イーストウッドは、完成するまでこのシーンの出来に不安を感じていた。
イーストウッドにとっては、初期の出演作『世紀の怪物/タランチュラの襲撃』以来の操縦士役となった。また、ミッチェル・ガントと基地警備のKGB兵士との会話はロシア語で行われており、イーストウッドのロシア語も見所のひとつである。ただし、直後のコンタルスキーやKGB警備兵との会話や、ソ連人同士の会話は全て英語で行われている。ちなみに、ロシア語会話の部分に英語字幕はなく、コンタルスキーへの説明で内容がわかるようになっている。
ソ連のエースパイロットが操るファイヤーフォックス2番機とのドッグファイトにおいてガント機が失速した時、2番機に決定的な撃墜のチャンスがあったのにも拘らず攻撃せずに失速回復を待ち、再びドッグファイトを挑んでいる。イーストウッドは、彼の往年の西部劇とも共通するフェア精神も込め、政治家の対立と対照させている。後にイーストウッドは、「この2人は、異なった状況にいたら友人になれただろう。」と述べている。

### スタッフ
- 製作・監督 ：クリント・イーストウッド
- 原作：クレイグ・トーマス
- 脚色：アレックス・ラスカー、ウェンデル・ウェルマン
- 撮影：ブルース・サーティース
- 音楽：モーリス・ジャール
- 協力：アメリカ国防総省、アメリカ空軍、アメリカ海軍、アメリカ海兵隊
- 提供：ワーナー・ブラザース、マルパソカンパニー・プロ
- 日本語字幕：戸田奈津子

## 評価
レビュー・アグリゲーターのRotten Tomatoesでは16件のレビューで支持率は38%、平均点は5.20/10となった。Metacriticでは11件のレビューを基に加重平均値が44/100となった。
完成に約1年、制作費に約2,000万ドルを費やした本作だったが、公開後の評価は賛否両論だった。特に『ロサンゼルス・タイムズ』誌のシェイラ・ベンソンは「俳優クリント・イーストウッドの面目を潰した、見ていてイライラする作品」と酷評した。一方、『ヴィレッジ・ヴォイス』誌のアンドリュー・サリスは「楽しめる映画だが、それ以上でも以下でもない。保守派からすると、本作に登場するロシア人は小さな妖精のようなもので、腹立たしい感想を持つに違いない」と、イーストウッドに理解を示し、彼ら監督至上主義者は、本作を新しい「007シリーズ」と高評価した。
最終的に、本作はイーストウッドの作品の中で最高の興行収入を上げ、復帰作として相応しいものになった。また、レンタルソフトは2,500万ドルもの収入をもたらし、興業的にも大成功を収めた。ただし、空撮シーンに予想以上の費用がかさんだため、純利益はさほどでもなかった。
本作の公開後、ロナルド・レーガン大統領がソ連を「悪の帝国」と呼ぶなど、強硬な態度を示すようになったため、本作が冷戦の激化に寄与したという説もあるが、イーストウッドは「冷戦という事実を伝えただけで、映画には冷戦でなくてもなんらかの敵対関係が必要だ。」「（ガントは）プロフェッショナルであり、物語の背景となる政治的陰謀を知らないままだ。」と述べて、冷戦への影響を否定している。

## ソフト化
これまでにリリースされたものとしては、レンタル・販売用VHS版（翻訳：戸田奈津子）、VHS廉価版及びDVD版が約125分で、LD版及びBD版が約137分となっている。
この125分版はアメリカのケーブルテレビでの放送用にイーストウッド自身が公開後に再編集したものだが、その後のアメリカでの販売ソフトではメディアを問わず全て137分版が使用されている（日本での劇場公開はオリジナルの137分版だった）。
これらの中で、ほぼオリジナル通りの（と思われる）137分ノートリミング版は1996年に2度目にリリースされたLD盤だけで、その後リリースされたDVD版はノートリミングであるものの125分である（中国語、タイ語、インドネシア語などを含む8ヶ国語の字幕スーパー、約30分のドキュメント映像つき。わずかだがクレイグ・トーマスのコメントもある）。レンタルソフト店舗に置かれているDVDは、このバージョンのようだ。
125分版でカットされている主なシーンは、
1. ガントの訓練シーン（数分間に渡る大幅カット）
2. モスクワ警察のトルティエフ警部による捜査場面の幾つか
3. ビリアルスクに向かう途中、検問所を出た直後のウペンスコイとの会話
4. バラノヴィッチ博士の心情の吐露
5. 奪取された直後、アンドロポフ議長とクトゥゾフ空軍元帥が責任のなすりあいをして、書記長が止めに入るシーン

　であるが、2についてはテレビでの放映では逆にカットされていないことも多かった。また、カットされていなければ、1で、ガントが作戦の概要を全て明かされていないことに最初から不安を感じていたことや、3によって、とっつきにくい男ウペンスコイのガントへの気遣いがわかるようになっていた。

## 続編
原作小説においては、その後ソ連領空を脱出したファイヤーフォックスが前作ラストのドッグファイト中の損傷から燃料漏れを起こし、燃料切れとなってフィンランドの湖に不時着した後の脱出行を描く『ファイアフォックス･ダウン』、後日のガントを描いた『ウィンターホーク』、『ディファレント・ウォー』が作られ「ミッチェル・ガント4部作」と呼ばれるが、映画化されることはなかった。第2作『ファイアフォックス･ダウン』ではクリント・イーストウッドに献辞が捧げられている。

## 豆知識
- 劇中で、氷原にファイヤーフォックス1号機が着陸したのではないかと偵察に現れるヘリコプターは、ミルMi-24ハインドのA型風の機体であるが、同型のヘリコプターはソ連海軍では使われていなかった。コックピットのアップシーンに使われているのは、ロイ・シャイダー主演の映画『ブルーサンダー』の主役ヘリコプターザ・スペシャルである。これはテレビやレンタルでのトリミングされた画面ではわからないが、1996年リリースのLD盤や近年リリースされたDVD盤などのノートリミング画面で、キャノピー後方に突き出たエアインテイク状の部分がはっきりと映っていることでわかる。
- 劇中でベトコンやKGB兵士が持つアサルトライフルには、フィンランド・バルメット社製のM71SがAK-47の代役として用いられている。
- ソ連軍艦がMIG-31へ向けて対空ミサイルを発射する場面には、アメリカ海軍ベルナップ級ミサイル巡洋艦の空撮カットが用いられている。
- 実在のソ連の要人の幾人かが実名で登場する。殊にユーリ・アンドロポフは作中では原作執筆当時の役職であるKGB議長として登場するが、映画の日本公開時には最高指導者の書記長であり、就任間もないものの知名度は高く、名指しで叱責される場面では客席に笑いが起こった。彼については続編の小説『ファイアフォックス･ダウン』でも「著者から一言」として言及がある。
- ファイヤーフォックス(Firefox)とは、レッサーパンダの別称の一つである。

## テレビゲーム
LDゲーム化もされ、テレビゲームの老舗・重鎮であるアタリとしては珍しく、業界最後発組で登場している（アタリショックの影響による遅れもある）。LDゲームとしては人気が高かったが、日本ではLDゲーム自体は短命に終わった。詳細は「レーザーディスクゲーム」を参照。